# Dans la forêt (roman)
Pour les articles homonymes, voir Dans la forêt.
Dans la forêt (Into the Forest) est un roman d'anticipation américain de Jean Hegland, paru pour la première fois en 1996.
La traduction française, signée par Josette Chicheportiche, paraît en 2017 aux éditions Gallmeister.

## Résumé
Dans un futur proche indéterminé, deux sœurs, Nell et Eva, respectivement âgées de 17 et 18 ans (14 et 15 au début du récit, qui est une sorte de journal de la cadette), doivent apprendre à survivre seules dans leur maison familiale qui est située au cœur d'une forêt de séquoias à l'écart de Redwood City, dans le nord de la Californie, alors que la société technologiquement dépendante s'effondre et que leurs deux parents meurent successivement, la mère d'un cancer et le père d'un accident. Elles doivent notamment faire face à l'isolement, à l'absence d'électricité et de carburant, à la gestion de leurs réserves en nourriture, ou encore à l'absence de nouvelles concernant l'évolution de la civilisation. Se pose aussi la question de leurs rêves et ambitions, car Nell voulait intégrer l'université Harvard et Eva embrasser une carrière de danseuse de ballet, les deux devant s'adapter à l'absence d'informatique et de musique.

## Historique éditorial
En 1996, Jean Hegland, qui n'a auparavant publié, en 1991, qu'un ouvrage non fictionnel sur le thème de la grossesse (The Life Within: Celebration of a Pregnancy), termine l'écriture de son premier roman, Into the Forest. Elle essuie environ vingt-cinq refus d'éditeurs avant que son manuscrit ne soit accepté par Calyx, une petite société d'édition féministe à but non lucratif basée à Corvallis, dans l'Oregon. En 1998, Calyx cède les droits de publication du roman à Bantam Books pour les États-Unis, conservant les droits pour les publications à l'étranger.
Le roman obtient un succès national puis international. Bien que la traduction française, Dans la forêt, ne paraisse qu'en 2017, soit après son adaptation au cinéma, elle connaît un grand succès. Fin 2018, les ventes dans les pays francophones sont estimées à 150 000.

## Style
Dans la forêt peut à la fois être considéré comme un roman d'anticipation post-apocalyptique,, et dystopique, un récit initiatique,,, ou d'apprentissage, une fable écologique,, ou encore, sur certains aspects, une œuvre féministe,,. Il prend également la forme d'un faux journal intime, écrit à la première personne par l'une des héroïnes, Nell. L'histoire, qui se déroule presque en huis clos au sein de la forêt, met en jeu une forme de suspense psychologique. L'isolement et les enjeux de survie rapprochent aussi ce récit de la robinsonnade,, bien qu'il ne soit pas situé sur une île.
Ce roman questionne, entre autres, la société de consommation, le rapport de l'humain à la nature, ou encore les relations intrafamiliales,.
Dans le journal suisse Le Temps, André Clavel  compare Dans la forêt à la fois à Walden ou la Vie dans les bois de Henry David Thoreau, à Robinson Crusoé de Daniel Defoe, à La route de Cormac McCarthy et à L'Appel de la forêt de Jack London.
En janvier 2021, ActuaLitté propose un rapprochement entre le jeu vidéo The Last of Us et plusieurs romans, dont Dans la forêt de Jean Hegland.

## Accueil critique

### Aux États-Unis
Lors de sa publication initiale, Into the Forest est un « choc littéraire » aux États-Unis.

### Dans les pays francophones
Tardivement traduit en français, le roman fait l'objet de critiques positives.
Pour Le Monde, Macha Séry décrit le roman comme une « dystopie lyrique » et regrette que sa parution en français ait lieu si longtemps après sa publication initiale car l'autrice avait fait preuve d'originalité en publiant « avant la mode des contre-utopies ». Selon Hélèna Villovitch, pour le magazine =Elle, il s'agit d'un roman « survivaliste et inspiré » qui « renferme des trésors bucoliques ». Dans Le Nouveau Magazine littéraire, Fabrice Colin le décrit comme un texte allant au-delà du conte survivaliste, grâce aux émotions qu’inspire le courage des personnages principaux. Dans ActuaLitté, Cécile Pellerin présente le roman comme « intemporel et universel, très féminin », « initiatique et beau, à la fois merveilleux et rude, sensuel et délicat ». Également pour ActuaLitté, Laurence Grivot évoque « un très beau texte, puissant et hypnotique » grâce à une « écriture poétique » et à un « sujet traité de façon tout à fait originale ».
Dans le journal suisse Le Temps, André Clavel déclare que Jean Hegland « transforme l’Apocalypse en fable initiatique ». Également dans Le Temps, lors de la sortie du roman en livre de poche, Eléonore Sulser revient sur la traduction tardive en français et estime que « le thème du livre n’a rien perdu de son actualité ». Interrogée par la radio belge La Première, la libraire Nathalie Gillard parle d'un « roman très positif et lumineux » auquel on continue de penser longtemps après l'avoir lu.

## Éditions
Éditions de la version originale en anglais
- (en) Into the Forest : A Novel, Calyx Books, 6 août 1996, 193 p. (ISBN 978-0-934971-49-2)
- (en) Into the Forest, Bantam Books, 2 septembre 1997 (ISBN 978-0-553-10668-8)
- (en) Into the Forest, Arrow Books Ltd, 5 février 1998, 256 p. (ISBN 978-0-09-925672-4) — Édition britannique
- (en) Into the Forest, Bantam Books, 1er septembre 1998, 256 p. (ISBN 978-0-553-37961-7)

Éditions de la traduction française
- Dans la forêt (trad. de l'anglais par Josette Chicheportiche), Paris, Gallmeister, coll. « Nature Writing », 3 janvier 2017, 300 p. (ISBN 978-2-35178-142-5)
- Dans la forêt (trad. de l'anglais par Josette Chicheportiche), Paris, Gallmeister, coll. « Totem », 7 juin 2018, 308 p. (ISBN 978-2-35178-644-4)

## Adaptations
Plusieurs producteurs ont posé une option sur l'adaptation mais ces projets n'ont pas abouti. Finalement, le roman est adapté au cinéma par Patricia Rozema sous le titre Into the Forest, sorti en 2015. Les deux personnages principaux, Nell et Eva, y sont respectivement interprétées par Elliot Page et Evan Rachel Wood.
En 2019, une bande dessinée, également intitulée Dans la forêt, est réalisée par l'auteur français Lomig.